# Javier Sánchez
Javier Sánchez Vicario (Pamplona, 8 de março de 1977) é um ex-tenista profissional espanhol.
Ele é irmão de Arantxa Sánchez Vicario e Emilio Sánchez, uma das famílias mais vitoriosas do tênis.